# Szumilino (stacja kolejowa)
Szumilino (biał. Шуміліна, ros. Шумилино) – stacja kolejowa w miejscowości Szumilino, w rejonie szumilińskim, w obwodzie witebskim, na Białorusi. Położona jest na linii Witebsk - Połock.
Stacja powstała w XIX w. na drodze żelaznej dynebursko-witebskiej. Dawniej nosiła nazwę Sierocino.